# Giles Blunt
Giles Blunt (ur. 1952 w Windsor, Ontario) – kanadyjski powieściopisarz i scenarzysta. Bohaterem pięciu jego powieści jest detektyw John Cardinal, mieszkający w niewielkim miasteczku Algonquin Bay w północnym Ontario.
Blunt wychował się w miasteczku North Bay (Ontario), które bardzo przypomina Algonquin Bay z jego powieści – Blunt zachowuje np. nazwy głównych ulic oraz dwu jezior: Trout oraz Nipissing, pomiędzy którymi leży North Bay. Zbliżony jest również układ obydwu miejsc oraz położenie geograficzne.
Na podstawie debiutanckiej powieści Blunta, pt. Chłodne spojrzenie (ang. Cold Eye) nakręcony został francuskojęzyczny film Les Couleurs du diable (Allain Jessua, 1997). Za pierwszą powieść z cyklu, w którym bohaterem jest John Cardinal, Czterdzieści słów rozpaczy (ang. Forty Words for Sorrow) Blunt otrzymał nagrodę Srebrny Sztylet, przyznawaną przez brytyjskie Stowarzyszenie Pisarzy Literatury Kryminalnej. Druga powieść Blunta, Lodowata burza (ang. Delicate Storm) została wyróżniona kanadyjską nagrodą im. Arthura Ellisa za najlepszą powieść kryminalną. W 2007 r. nowa powieść Blunta, pt. The Fields of Grief była nominowana do nagrody Złoty Sztylet, lecz ostatecznie nagrodę otrzymał Peter Temple za powieść The Broken Shore.
Dorobek telewizyjny Blunta obejmuje scenariusze do odcinków seriali Prawo i porządek, Street Legal oraz Night Heat.